# روتکو
روتکو (به انگلیسی: Rothko) یک فیلم سینمایی درام آمریکایی آماده اکران برای سال ۲۰۲۲ به کارگردانی سم تیلور-جانسون با بازی اشلینگ فرنچوسی، راسل کرو، آرون تایلر-جانسون، مایکل استولبارگ و جرد هریس است.

## بازیگران اصلی
- راسل کرو در نقش مارک روتکو
- اشلینگ فرنچوسی در نقش کیت روتکو
- آرون تایلر-جانسون
- مایکل استولبارگ
- جرد هریس[۱]

## تولید
قرار است فیلمبرداری در ۷ ژوئن ۲۰۲۱ در نیویورک آغاز می‌شود.